# Bundesarbeitsgemeinschaft der Kooperationsstellen
In der Bundesarbeitsgemeinschaft der Kooperationsstellen (BAG) sind Kooperationsstellen für Hochschulen und Gewerkschaften  zusammengefasst. Dabei handelt es sich um universitäre Einrichtungen, die auf Grundlage einer Kooperationsvereinbarung zwischen Gewerkschaft und Hochschule gegründet wurden.

## Hintergrund
Die Bundesarbeitsgemeinschaft verwaltet mehrere Kooperationsstellen für Hochschulen und Gewerkschaften. In der Bundesrepublik Deutschland existieren solche Kooperationsstellen seit den 1970er Jahren. Sie fungieren im universitären Raum als eine Anlaufstelle für Gewerkschaften, Betriebs- und Personalräte sowie für Beschäftigte. Dabei kommt ihnen eine Brückenfunktion zwischen Wissenschaft und Arbeitswelt zu, da sie arbeitsorientierte Fragestellungen in die Wissenschaft vermitteln und umgekehrt Ergebnisse der Wissenschaft in die Arbeitswelt transferieren. Die Kooperationsstellen dienen dazu Kontakte zwischen den wissenschaftlichen Hochschulangehörigen und den Personal- und Betriebsräte der Gewerkschaften oder zu den Beschäftigten herzustellen.

## Aufgabenbereiche und Zielsetzungen
Die BAG umfasst einen Zusammenschluss von rund 20 Kooperationsstellen und dient dem inhaltlichen, organisatorischen und politischen Austausch sowie der Zusammenarbeit und der Weiterentwicklung des Kooperationskonzeptes. Sie setzt sich beispielsweise mit der Hans-Böckler-Stiftung (HBS) zusammen, um aktuelle Entwicklungen zu diskutieren und gemeinsame Vorhaben zu entwickeln.
- Beschäftigung mit regionalen wirtschaftlichen und sozialen Fragen
- Ausarbeitung betrieblicher Gestaltungskonzepte im Hinblick auf Organisation und Technik
- Beratungen über betriebliche Arbeitsschutzmaßnahmen
- Hilfestellungen beim betrieblichen Umweltschutz und beim Umweltmanagement
- Entwicklung regionaler Verkehrs-, Energie- und Wasserkonzepte
- Entwurf betrieblicher Qualifizierungs- und Weiterbildungsprogramme
- Beschäftigung mit den Auswirkungen des zusammenwachsenden Europas, nachhaltigen Konsumstilen und Produktionsentwürfen
- Förderung der sozialen Kompetenz durch Weiterbildung, Lehre, Organisationsberatung, Forschung und Publikationen

Hierfür werden vielfältige Seminare, Workshops, Tagungen, Vorträge, Praktika und Projekte angeboten. Zusätzlich werden Publikationen und Internetportale bereitgestellt.

## Kooperationsstellen
| Hochschule                                                            | Bezeichnung der Kooperationsstelle                                             |
| --------------------------------------------------------------------- | ------------------------------------------------------------------------------ |
| Freie Universität Berlin                                              | Hochschule und Arbeitnehmer – Kooperationsstelle FU-DGB                        |
| Technische Universität Berlin                                         | Kooperationsstelle Wissenschaft / Arbeitswelt                                  |
| Ruhr-Universität Bochum                                               | Gemeinsame Arbeitsstelle RUB/IGM                                               |
| Technische Universität Braunschweig                                   | Kooperationsstelle Hochschulen-Gewerkschaften Region Süd-Ost-Niedersachsen     |
| Hochschule Bremen                                                     | Kooperationsstelle Hochschulen-Gewerkschaften                                  |
| Universität Bremen                                                    | Institut Arbeit und Wirtschaft (iaw)                                           |
| Brandenburgische Technische Universität Cottbus-Senftenberg           | Kooperationsverbund Nord-Ost (KONO)                                            |
| Johann Wolfgang Goethe-Universität Frankfurt am Main                  | Kooperationsstelle Hochschulen und Gewerkschaften Frankfurt-Rhein-Main         |
| Europa-Universität Viadrina Frankfurt (Oder)                          | Kooperationsverbund Nord-Ost (KONO)                                            |
| Georg-August-Universität Göttingen                                    | Kooperationsstelle Hochschulen und Gewerkschaften                              |
| Martin-Luther-Universität Halle-Wittenberg                            | Kooperationsstelle Martin-Luther-Universität – DGB Sachsen-Anhalt              |
| Universität Hamburg                                                   | Kooperationsstelle Hamburg IFE GmbH                                            |
| Gottfried Wilhelm Leibniz Universität Hannover/Universität Hildesheim | Kooperationsstelle Hochschulen und Gewerkschaften Hannover – Hildesheim        |
| Friedrich-Schiller-Universität Jena                                   | Kooperationsstelle Wissenschaft und Arbeitswelt Thüringen                      |
| Universität Kassel                                                    | Kooperationsstelle Hochschule & Gewerkschaften                                 |
| Universität Leipzig                                                   | Kooperationsverbund Nord-Ost (KONO)                                            |
| Hochschule Neubrandenburg                                             | Kooperationsverbund Nord-Ost (KONO)                                            |
| Carl von Ossietzky Universität Oldenburg                              | Kooperationsstelle Hochschule und Gewerkschaften                               |
| Universität Osnabrück                                                 | Kooperationsstelle Hochschule und Gewerkschaften                               |
| Universität des Saarlandes                                            | Kooperationsstelle Wissenschaft und Arbeitswelt (KoWA)                         |
| Fachhochschule Stralsund                                              | Kooperationsverbund Nord-Ost (KONO)                                            |
| Universität Stuttgart                                                 | Arbeitswelt Logistik – Kooperationsstelle Arbeitswelt und Wissenschaft (KAWUS) |